# Утриш (заповедник)
«Утриш» — государственный природный заповедник в Краснодарском крае.
Заповедник был учреждён 2 сентября 2010 года с целью сохранения биологического разнообразия. Располагается в северо-западной части Черноморского побережья Западного Кавказа, на полуострове Абрау. Занимает площадь 11 338,76 га. Климат в заповеднике субсредиземноморский, умеренно-тёплый.
Заповедник состоит из двух кластеров:
- Абрауский кластер
- Шесхарисский кластер

## Физико-географическая характеристика
Заповедник находится на крайнем западе Северо-Черноморской провинции Большого Кавказа, характеризуясь преобладанием лесных предгорных и низкогорных ландшафтов. С севера его территория ограничена Навагирским хребтом и долиной река Сукко, на востоке — долиной реки Дюрсо, а на юге и юго-западе — Черноморским побережьем. К территории заповедника прилегают сёло Сукко, посёлки Большой Утриш, Малый Утриш и хутор Дюрсо.

### Геологическое строение
Территория заповедника относится к горной части мегаантиклинория Главного Кавказского хребта, сопрягающегося со впадиной Чёрного моря. Локально она принадлежит западной части Анапско-Агойского синклинория Новороссийско-Лазаревского синклинория первого порядка. В тектоническом отношении область заповедника является частью Абраусского поднятия Баканского брахиосвода мегасвода Большого Кавказа. В пределах Абраусского поднятия выделяются Суккинский грабен на севере, Абраудюрсинский грабен на востоке и Медведеевский горст на юге и в центральной части. К тектоническим нарушениям относится Утришский сброс, признанный геологическим памятником природы.
Северная часть заповедника сложена меловыми отложениями кампанского и маастрихтского ярусов. Кампанский ярус представлен лишь куниковской свитой мощностью 315 м. Маастрихсткий ярус включает свиту мысхако (мощность 408 м), лихтеровскую (мощность 420 м), васильевскую (мозность 236 м) и снегуревскую свиты (мощность 402 м). Большая часть территории сложена палеогеновыми отложениями датского яруса, относящихся к свитам сукко (мощность 210—215 м) и навагирской (мощность 200—210 м). Широко распространены четвертичные отложения, характеризующиеся большим разнообразием. В балках и долинах рек Сукко и Дюрсо они представлены современными аллювиальными отложениями мощностью от 1,5 до 4 м. В зоне бенча почти непрерывной полосой вдоль морского берега тянутся современные морские отложения из песчаниковых и известняково-мергелистых галек мощностью 1,5—2 м. В устьях щелей и балок широко распространены современные делювиально-пролювиальные отложения в виде прерывистых прерывистых шлейфов и конусов выноса. От реки Мысхако до устья реки Сукко тянутся современные сейсмотектонические и сейсмогравитационные образования, представленные сейсмогравитационными отторженцами, сейсмогравитационными оползнями и сейсмообвалами.
Заповедник находится в зоне высокой тектодинамической активности. Так, с 1961 по 2011 год в прилегающем районе произошло около 70 землетрясений с магнитудой 2,2—5,8 и глубиной очагов до 65 км. Эта территория относится в зоне возможного развития 8-балльных землетрясений.

### Почвы
Большая часть заповедника покрыта коричневыми почвами разных подтипов. Среди коричневых почв на территории Утриша преобладают выщелоченные разновидности, встречающиеся в южной его части ниже 100 м над уровнем моря. На нижних частях склонов северных и восточных участков и на западе поблизости от моря распространены коричневые карбонатные почвы. Коричневые типичные почвы отмечены в верхней части пологих склонов на северо-востоке заповедника. На крайнем северо-востоке заповедника распространены дерново-карбонатные почвы, встречающиеся на пологих и покатых склонах на безлесных участках и под лесом с травяным покровом. Днища щелей заняты луговато-коричневыми почвами, сформированными на тяжёлых делювиально-пролювиальных породах, и смытыми и намытыми почвами. Понижение вокруг озера Сухой Лиман покрыто луговыми оглеенными почвами. На побережье, в местах массового скопления туристов, почвенный покров представлен коричневыми рекреационно-нарушенными почвами. На делювиальных шлейфах рядом с пляжем Первой Лагуны отмечены луговато-коричневые погребённые почвы.

### Климат
Климат территории заповедника различными авторами определяется либо как относящийся к черноморской подобласти Атлантико-континентальной степной области умеренного пояса, либо как типичный средиземноморский, либо как переходный между морским средиземноморским и умеренно-континентальным.
Продолжительность солнечного сияния составляет 2340—2380 часов в год. Лето длится около пяти месяцев, в то время как зима — около трёх. Заморозки в районе Анапа-Новороссийск начинаются в начале ноября. За зиму здесь насчитывается в среднем 20 дней с отрицательными среднесуточными температурами. При этом зимой температура воздуха почти ежегодно повышается до 10—15 °C. Вдоль побережья средняя температура в январе лежит в пределах 3—6 °C. Весна начинается рано. Выше 10 °C температура устойчиво поднимается в конце марта — начале апреля.
Среднегодовая скорость ветра не превышает 5,4 м/с. Штормовые ветры чаще всего возникают осенью и зимой. Весной и в первой половине лета преобладают западные и юго-западные ветра, приносящие относительно прохладный и влажный воздух. Летом западные ветры чередуются с восточными и юго-восточными суховеями, частота которых возрастает во второй половине лета.
| Показатель                | Янв. | Фев. | Март | Апр. | Май  | Июнь | Июль | Авг. | Сен. | Окт. | Нояб. | Дек. | Год  |
| ------------------------- | ---- | ---- | ---- | ---- | ---- | ---- | ---- | ---- | ---- | ---- | ----- | ---- | ---- |
| Средняя температура, °C   | 2,3  | 2,3  | 5,4  | 10,7 | 14,8 | 20,1 | 23,5 | 23   | 20,2 | 12,8 | 7,1   | 3,8  | 12,2 |
| Норма осадков, мм         | 53   | 46   | 41   | 38   | 36   | 42   | 31   | 44   | 48   | 42   | 58    | 70   | 548  |
| Средняя влажность, %      | 81   | 79   | 78   | 77   | 78   | 78   | 72   | 70   | 73   | 76   | 80    | 82   | 77   |
| Атмосферное давление, гПа | 762  | 761  | 760  | 758  | 758  | 756  | 755  | 756  | 758  | 761  | 762   | 762  | 759  |
| Источник:                 |      |      |      |      |      |      |      |      |      |      |       |      |      |

## Флора и фауна

### Флора

Сосна пицундская в окрестностях посёлка Мысхако

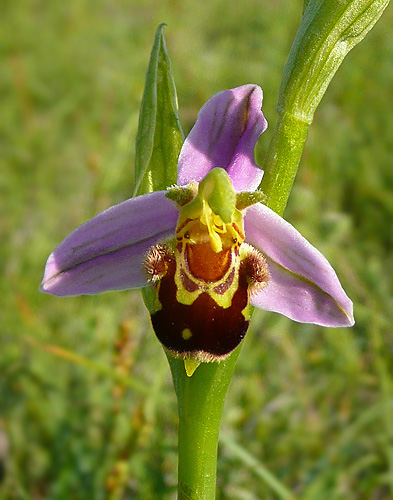
Офрис пчелоносная в окрестностях Новороссийска

Растительность полуострова Абрау относится к Новороссийско-Крымской подпровинции Евксинской провинции Европейской широколиственной области. Эта территория находится на северо-восточном пределе распространения растительности средиземноморского типа, и является единственным в России местом с таким типом растительности.
Горный характер местности обуславливает высотную поясность растительности заповедника. Здесь выделяют два высотного пояса: пояс ксерофитных средиземноморских формаций и пояс мезофитных широколиственных лесов. Первый пояс выражен на высотах от 0 до 150—250 м над уровнем моря. В нём выделятся две высотные полосы. Нижняя полоса (до 150 м над уровнем моря) расположена на южных приморских склонах и занята фисташково-можжевеловыми, можжевеловыми низкорослыми лесами и редколесьями, а также шибляками. Здесь расположены уникальные для территории России сообщества фисташки туполистной, можжевеловые леса из трёх видов можжевельника (можжевельник высокий, можжевельник вонючий и можжевельник колючий), а также реликтовые сообщества сосны пицундской. В сообществах северного макросклона нижней полосы отсутствует фисташка, а леса представлены можжевеловыми, дубово-можжевеловыми лесами и редколесьями и древесно-кустарниковыми сообществами. Верхняя полоса средиземноморских сообществ (150—250 м над уровнем моря) характеризуется распространением реликтовых сообществ первичного пушистодубового шибляка, пушистодубово-грабинниковых лесов и редколесий и фрагментов можжевеловых сообществ. Пояс мезофитных широколиственных лесов поднимается от 250 м над уровнем моря до вершин Навагирского хребта (550 м). Нижняя полоса пояса (250—400 м) представлена широколиственными лесами с участием или преобладанием дуба скального и участием других широколиственных деревьев. В верхней полосе распространены мезофитные леса из бука восточного, граба кавказского, липы кавказской, ясеня высокого и других пород.
На территории заповедника и прилегающих территориях произрастает не менне 930 видов сосудистых растений из 114 семейств. Из них 45 видов занесены в Красную книгу России (2008), в том числе тис ягодный, сосна пицундская, можжевельники высокий и вонючий, ковыль красивейший, пыльцеголовник длиннолистный, офрисы пчелоносная и кавказская, ятрышники мелкоточечный, раскрашенный (Orchis picta Loisel.) и трёхзубчатый, гвоздика акантолимоновидная, астрагал колючковый (Astracantha arnacantha (Boriss.) Podlech) и другие. Более 70 растений, произрастающих в заповеднике занесены в Красную книгу Краснодарского края. Бриофлора района насчитывает 119 видов мхов и 9 печёночников, три из которых (Seligeria recurvata (Hedw.) B.S.G., Tortella flavovirens (Bruch.) Broth., Rhynchostegiella curviseta (Brid.) Limpr) встречаются в России только здесь.

### Фауна
Фауна позвоночных включает более 440 видов, из них 62 вида млекопитающих, 8 видов земноводных, 17 видов пресмыкающихся, 72 вида рыб морской части. Заповедник является ключевым местом обитания черепахи Никольского. 147 видов птиц, среди них змееяд, черный гриф, орлан-белохвост, сапсан и стервятник. Насекомых выявлено 785 видов. 12 видов из них включены в Красную книгу.